# 579e Volksgrenadierdivisie
De 579e Volksgrenadierdivisie (Duits: 579. Volksgrenadier-Division) was een Duitse infanteriedivisie tijdens de Tweede Wereldoorlog. De divisie werd opgericht en alweer opgeheven voor de oprichting compleet en afgesloten was.

## Geschiedenis
De 579e Volksgrenadierdivisie werd opgericht op 22 augustus 1944 in Kaposvár in Hongarije als onderdeel van de 32. Welle uit resten van de vernietigde 326e Infanteriedivisie. Echter, alvorens de oprichting afgesloten was, werd de divisie al op 4 september 1944 omgedoopt in de 326e Volksgrenadierdivisie. 

## Commandanten
| Rang | Naam | Begin            | Eind             |
| ---- | ---- | ---------------- | ---------------- |
|      | ??   | 22 augustus 1944 | 4 september 1944 |

## Samenstelling
- Grenadier-Regiment 1195
- Grenadier-Regiment 1196
- Grenadier-Regiment 1197
- Artillerie-Regiment 1579
- Divisie-eenheden 1579